# Inaja Fire 1956

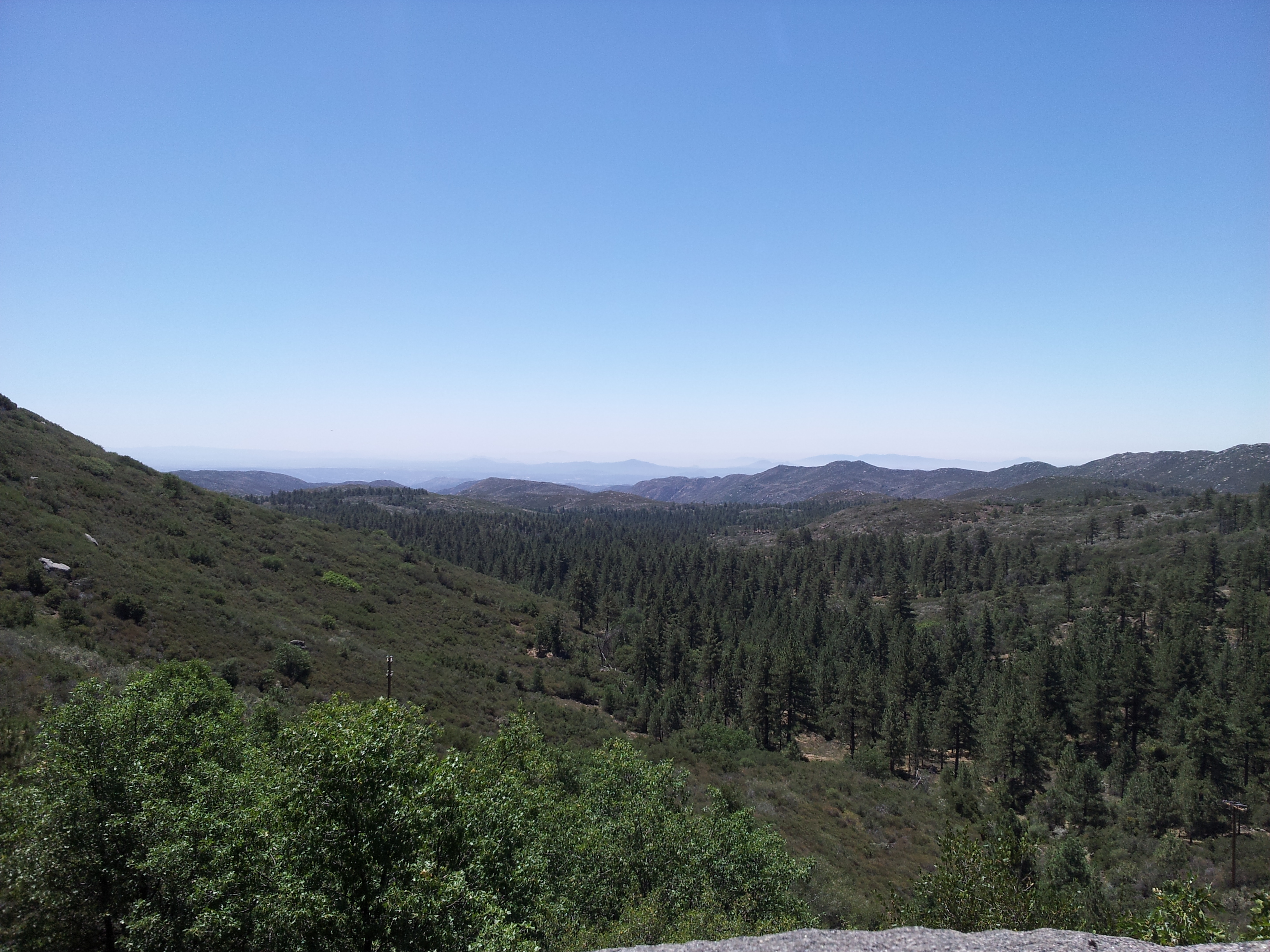
Cleveland National Forest

Das Inaja Fire war ein durch Brandstiftung ausgelöster Wald- bzw. Buschbrand im Cleveland National Forest von Kalifornien, USA, welcher vom 24. November bis zum 28. November 1956 brannte und eine Fläche von 174 km² erreichte. Bei der Brandbekämpfung starben elf Feuerwehrmänner in den Flammen, was das Ereignis zu einem der opferreichsten der US-Feuerwehr werden ließ.
Das Inaja-Feuer war Auslöser einer Untersuchung tödlicher Wald- und Buschbrände der Vergangenheit und führte zur Erarbeitung der Ten Standard Firefighting Orders.

## Entstehung und Verlauf des Feuers
Das Feuer wurde am 24. November 1956 gegen 9:10 Uhr von einem Jugendlichen im Indianerreservat Inaja, im Cleveland National Forest, ausgelöst. Bis 17 Uhr hatte das Feuer den San Diego River im Westen übersprungen, brannte über den Mount Gower und anschließend über die Westseite des El Capitan Reservoir bis zum El Cajon Mountain, östlich von San Diego und erreichte dabei eine Ausdehnung von mehr als 100 km². Die Flanken des Feuers konzentrierten sich im Süden vom Eagle Peak hinunter zum San Diego River, im Norden entlang des San Diego Canyon und im Osten bei Cedar Creek.

## Bedingungen vor Ort
Das Gebiet in Südkalifornien litt unter einer beispiellosen Dürre mit einer verlängerten Phase von trockenen Santa-Ana-Winden. Der Niederschlag lag seit vier Jahren deutlich unter dem Normalwert. Während des Nachmittags und Abends des 25. November betrug die Temperatur ungefähr 20 °C und die relative Luftfeuchtigkeit lag bei etwa 18 Prozent. Böige Ost- und Nordostwinde wehten mit durchschnittlich 15 bis 20 mph (24–32 km/h), wobei mancherorts Spitzengeschwindigkeiten von 40 mph (64 km/h) beobachtet wurden.
Die Vegetation bestand zu rund 90 % aus Bedecktsamern der Gattung Chamise und zu etwa 10 % aus Sträuchern der Spezies Sagebrush, wobei für diese Pflanzen die höchste, jemals gemessene Trockenheit festgestellt wurde. Das Flussbett des San Diego River war trocken. Die Canyonwände sind steil und zerklüftet, mit Steigungen bis zu 70 %. Der letzte Brand in diesem Gebiet lag bereits 28 Jahre zurück.

## Tragödie bei der Brandbekämpfung
Der Brand wurde rund fünf Minuten nach Ausbruch entdeckt, worauf bereits um 9:25 Uhr erste Kräfte eintrafen. Da das Feuer jedoch stark brannte und nicht sofort unter Kontrolle gebracht werden konnte, mussten weitere Kräfte angefordert werden. Am nächsten Tag hatte der Forest Service bereits vier Brandbekämpfungsabteilungen gebildet, die von erfahrenem und qualifiziertem Personal aus allen Teilen der kalifornischen Region geleitet wurden. Das Hauptquartier wurde in der Wachstation des Forest Service in Pine Hills eingerichtet.
Die Aufgabe auf der Ostseite des San Diego River Canyons war es, mit dem Traktor eine Feuerschneise durch den Busch entlang des Canyon-Randes zu räumen und von Hand eine ähnliche Schneise vom Canyon-Rand zum trockenen Flussbett hinab anzulegen. Die Traktorschneise war gegen 11 Uhr fertiggestellt und wurde durch Ausbrennen von Vegetation noch erweitert, während sich die Anlegung der Canyon-Schneise als schwierig erwies. Zwei Versuche wurden unternommen, um den Weg von der Oberseite des Randes bis zum Boden des Canyons zu beginnen. In beiden Fällen wurden die Männer zurückgerufen, als sich herausstellte, dass die Schneise nicht fertiggestellt werden konnte, bevor sie vom Hauptfeuer flankiert wurde.
Später am Tag wurde eine dritte Schneise begonnen. Bis 14:00 Uhr verlief diese bereits rund 600 Fuß (183 m) in Richtung Flussbett und es wurde geschätzt, dass drei weitere Stunden Arbeit benötigt werden, um den Boden zu erreichen. Um ca. 15:00 Uhr wurden die Männer zurückbeordert, weil die Brandbedingungen die Arbeit dort unsicher zu machen schienen. Die Crew hatte bis dahin fast 1.100 Fuß (335 m) der Schneise fertiggestellt.
Zwischen 16:30 Uhr und 19:00 Uhr beruhigte sich das Feuer und der Kommandant der Nachtschicht wurde angewiesen, die Schneise fertigzustellen und auszubrennen. Da keine brauchbaren Informationen von der Luftaufklärung vorhanden waren, konnte er sich nur durch die mündlichen Ausführungen des Kommandanten der Tagesschicht ein Bild von der Lage verschaffen. Ein eingeteilter Sektorchef sollte mit 21 Männern die Traktorschneise am Canyon-Rand und die Schneise zum Flussbett ausbrennen, während der zweite Sektorchef mit 17 Männern die Schneise zum Flussbett abschließen sollte.
Gegen 19:45 Uhr betrat einer der Männer einen Felsvorsprung nahe der Traktorlinie und entdeckte von dort aus eine starke Feuerentwicklung auf einem Seitenkamm, etwa 1.000 Fuß (305 m) unterhalb der Arbeiter an der Flussbett-Schneise. Nachdem er die Männer gewarnt hatte, zogen sich diese langsam, geordnet und unter teilweiser Mitnahme ihrer Ausrüstung, in Richtung Canyon-Rand zurück. Innerhalb von nur zwei Minuten hatte das Feuer rasant an Geschwindigkeit zugenommen, überholte einen Teil der Männer auf der rechten Seite und übersprang die als Fluchtroute genutzte Feuerschneise über ihnen. Zwei Männer im oberen Bereich hatten sich in Sicherheit bringen können, fünf weitere wichen über Links aus und kletterten einen Felsvorsprung zur Traktorlinie hoch. Die Feuerwehrmänner Albert Anderson, Carlton Lingo und Forrest Maxwell, die sieben zur Brandbekämpfung eingesetzten Häftlinge Miles Daniels, William Fallin, George Garcia, Virgil Hamilton, Joseph O’Hara, Lonnie Shepherd und Joe Tibbitts aus dem Viejas Honor Camp und der Aufseher LeRoy Wehrung starben unterhalb dieses Felsvorsprungs durch einen plötzlichen Flashover, ausgelöst durch die Entzündung von Gasen, die durch den extrem schnellen Lauf des Feuers in die Schlucht getrieben wurden. Alle Opfer wurden in einem Gebiet mit einem Radius von 45 Fuß (14 m) gefunden.
Die Flammen übersprangen nur an wenigen Stellen die Traktorlinie und konnten rasch gelöscht werden. Am 28. November gegen 18 Uhr war das Feuer unter Kontrolle und hatte bis dahin lediglich fünf Häuser zerstört. Im größten Brandbekämpfungseinsatz in der Geschichte von San Diego County standen mehr als 2.000 Männer im Einsatz, unterstützt durch 9 Luftfahrzeuge, 27 Bulldozer und 90 weitere Fahrzeuge. 200 der Brandbekämpfer waren Strafgefangene aus San Diego County und State Honor Camps. Es war zudem eines der ersten Feuer, bei denen Löschflugzeuge eingesetzt wurden.

## Auswirkungen
Das Feuer zerstörte nur fünf Häuser, tötete jedoch elf Feuerwehrleute und gehört damit zu den opferreichsten Wildfeuern in der Geschichte der US-Feuerwehr. Bereits 1943 waren 11 Feuerwehrmänner beim Hauser Creek Fire östlich von San Diego ums Leben gekommen, gefolgt von 13 getöteten Feuerwehrleuten beim Mann Gulch Fire 1949 in Montana. Zudem starben 15 weitere Feuerwehrleute beim Rattlesnake Fire 1953 im Mendocino National Forest von Kalifornien.
1957 beauftragte der Leiter der Forstverwaltung, Richard McArdle, eine Task Force mit der Untersuchung der Tragödie. Die Gruppe gab einen 30-seitigen Bericht heraus, der die Notwendigkeit einer besseren Ausbildung, insbesondere im Brandverhalten, hervorhob. Das katastrophale Aufflackern des Inaja-Feuers wurde durch eine kritische Kombination von hochentzündlicher Vegetation, steiler Topographie und ungünstigem Wetter verursacht. Die niedrige Intensität des Feuers vor und zur Zeit der Ankunft der Nachtablöse, hatte ein falsches Gefühl der Sicherheit erzeugt. Dazu kamen die fehlende Aufklärung und Informationsweitergabe sowie die fragliche Position über und neben einem abschüssigen Kamingelände. Der Wetterbericht hatte zudem für die Nacht des 25. November extreme Wind-Turbulenzen an den windabgewandten Seiten von Kämmen angekündigt.
Die Task Force entlehnte eine Idee vom Militär, wo „General Orders“ Soldaten anleiteten, und empfahl die Implementierung der Ten Standard Firefighting Orders. Nachdem McArdle diese genehmigt hatte, wurde ihre Verwendung weit verbreitet und zum Standardwerk für die Feuerwehrgrundausbildung. Kurz nach ihrer Einführung wurden die 10 Regeln durch 18 Situationen ergänzt, in denen erhöhte Vorsicht geboten ist. Zuletzt wurden sie 2002 überarbeitet und angepasst. Auch aufgrund des besseren Trainings und moderner Ausrüstung konnte die Anzahl getöteter Feuerwehrleute bei Wald- und Buschbränden bis 2013 um zwei Drittel reduziert werden.
Eine Gedenkstätte im Inaja Memorial Park erinnert an die Opfer der Tragödie.